# Mohamed Ousfour
 (juillet 2018).
Si vous disposez d'ouvrages ou d'articles de référence ou si vous connaissez des sites web de qualité traitant du thème abordé ici, merci de compléter l'article en donnant les références utiles à sa vérifiabilité et en les liant à la section « Notes et références ».
Mohamed Ousfour, né à Safi en 1926 et décédé le 16 décembre 2005 à Casablanca, est un réalisateur marocain. 
Il était une personnalité du cinéma au Maroc, bien avant l'indépendance en 1956, et avait été le mentor de plusieurs réalisateurs, parmi lesquels Hamid Bennani, Ahmed Bouanani et Mohamed Reggab.
Ahmed Fertat, auteur d'une biographie d'Ousfour, l'a décrit comme un véritable « chef d'orchestre », au vu de ses nombreuses « casquettes » de réalisateur, producteur, acteur, cadreur et éclairagiste.